# 米德尔堡 (宾夕法尼亚州)
米德尔堡（Middleburg）是美国宾夕法尼亚州斯奈德县的一个自治市镇，是斯奈德县的县城。2010年人口普查时的人口为1309人。 米德尔堡是宾夕法尼亚州锡林斯格罗夫居住区统计区的一部分，也是较大的布卢姆斯堡-伯威克-森伯里综合统计区的一部分。

## 历史
印第安人在这个地区生活了几个世纪。 记录在1755年的白人定居者居住在该地区。米德尔堡最初是在约翰·奥尔布赖特·斯威福德（John Albright Swineford）1787年在这里经营一家小酒馆的时候，被命名为斯威福德镇（Swinefordstown，宾夕法尼亚荷兰语中的Swinefordstettle）。他也是位于米德尔河北岸的土地所有者，工程师弗雷德里克·埃文斯在1800年布置该镇。这座小镇大约在1825年被称为米德尔堡，并于1864年作为一个自治市镇而成立。